# 矢合わせ
矢合わせ (やあわせ) とは、平安時代から南北朝時代にかけて行われた戦闘の開始を合図する行為である。軍の総大将が鏑をつけた矢を放ち、その後に相手の総大将が答えの矢を返す。